# びんご (音響測定艦)
びんご（ローマ字：JS Bingo, AOS-5204）は、海上自衛隊の音響測定艦。ひびき型音響測定艦の4番艦。瀬戸内海中央部に広がる備後灘から命名された。艦艇名としては大日本帝国海軍、海上自衛隊通して初の命名である。

## 艦歴
「びんご」は、中期防衛力整備計画に基づく令和4年度計画音響測定艦5204号艦として、三菱重工マリタイムシステムズ玉野本社工場で2024年3月19日に起工され、2025年2月17日に命名・進水した。就役は2026年3月頃に予定されている。

### 歴代艦長
| 代       | 氏名     | 在任期間    | 出身校・期 | 前職     | 後職     | 備考     |
| 艤装員長 | 艤装員長 | 艤装員長    | 艤装員長   | 艤装員長 | 艤装員長 | 艤装員長 |
| -------- | -------- | ----------- | ---------- | -------- | -------- | -------- |
| -        | 二葉伸之 | 2025.2.17 - |            |          |          | 3等海佐  |